# Бакарі Санья
Бакарі́ Санья́ (фр. Bacary Sagna; нар. 14 лютого 1983, Санс, Франція) — французький футболіст сенегальського походження, захисник «Монреаль Імпакт». Фіналіст Євро-2016 у складі збірної Франції

## Клубна кар'єра

### «Осер»
Санья зіграв за «Осер» 87 матчів у чемпіонаті Франції і був включений до складу, який виграв Кубок Франції в 2005 році. Також він грав у Кубку УЄФА в кожному з трьох сезонів, коли він був футболістом основного складу. Бакарі зіграв 17 матчів у цьому турнірі. Також він був включений в символічну збірну чемпіонату Франції як правий захисник.

### «Арсенал»
12 липня 2007 Бакарі Санья перейшов з «Осера» в лондонський «Арсенал», за прихованою ціною, яка коливається від 9 до 11 млн євро. Йому була надана футболка під номером 3, яку до нього носив Ешлі Коул, який перейшов в лондонський «Челсі». 19 липня він дебютував за новий клуб у товариському матчі проти турецького футбольного клубу «Генчлербірлігі», який «Арсенал» впевнено виграв 3:0. У Прем'єр-лізі Санья заграв з 1-го туру у матчі проти «Фулхема» («Арсенал» переміг 2:1). Санья в більшості випадків грає правого захисника, хоча він також може зіграти і в центрі, і на лівому фланзі і навіть у півзахисті. Зі своїм приходом, він змістив свого нового одноклубника Еммануеля Ебуе на роль правого півзахисника.

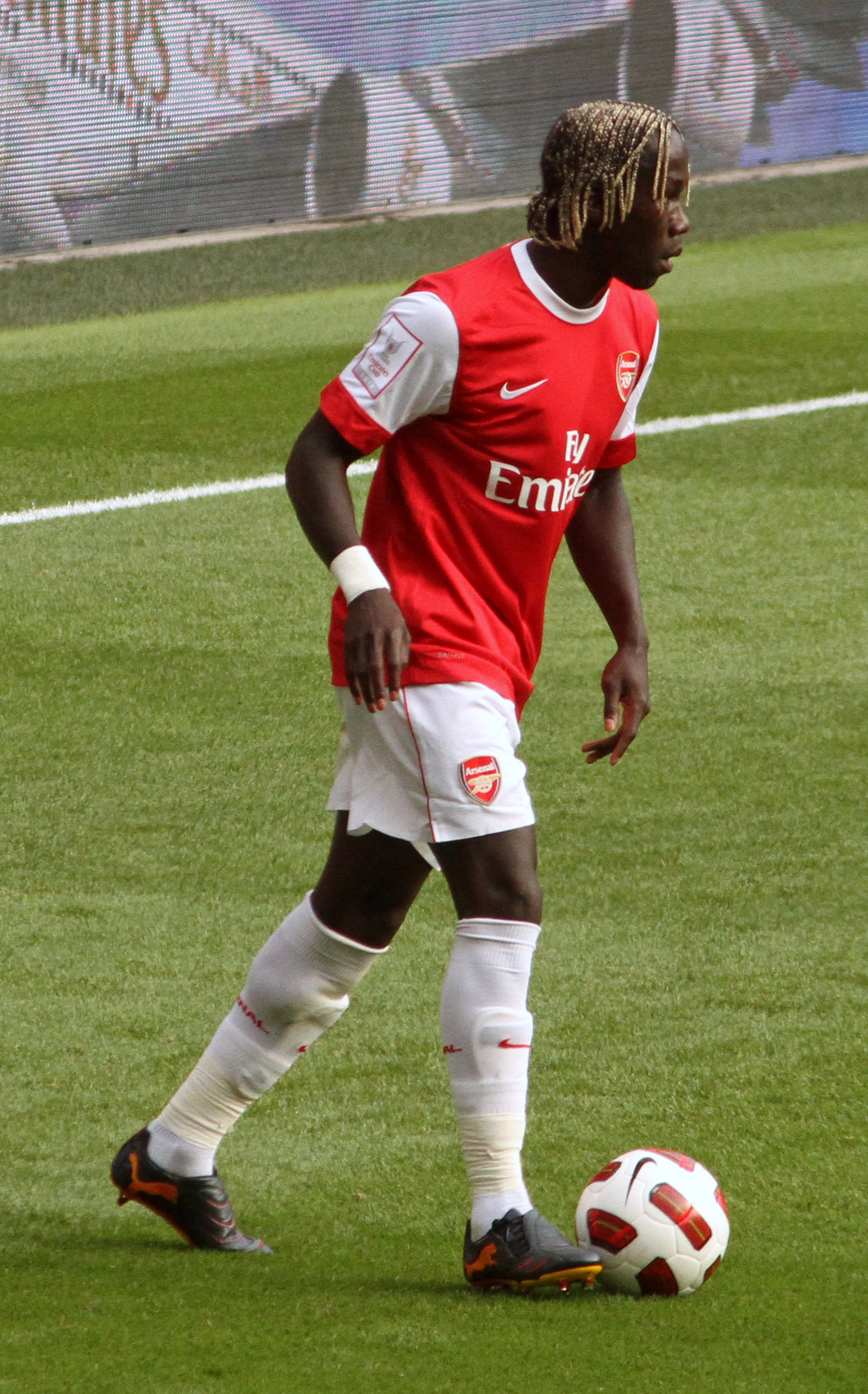
Бакарі Санья під час виступів за «Арсенал». 2010 рік.

3 лютого 2008 Санья став автором гольової передачі на Емануеля Адебайора в грі проти «Манчестер Сіті», яку «Арсенал» виграв з рахунком 3:1.
23 березня 2008 Бакарі забив свій перший гол у складі «канонірів». Після подачі кутового він зряче пробив головою у ворота лондонського «Челсі». Однак цей гол не врятував «Арсенал» від поразки з рахунком 1:2.
1 серпня 2010 Санья забив гол у ворота шотландського «Селтіка» в рамках кубка Емірейтс. Після розіграшу кутового Бакарі з меж штрафного потужно пробив по воротах. «Каноніри» здобули перемогу з рахунком 3:2 і здобули перемогу в кубку, а цей гол став для французького захисника другим у кар'єрі.

### «Манчестер Сіті»
13 червня 2014 року «Манчестер Сіті» оголосив про перехід Санья в стан «Манчестер Сіті» після закінчення контракту з «Арсеналом». Контракт був підписаний строком на 3 роки. Після закінчення контракту футболіст став вільним агентом.

### «Беневенто»
Після 9 місяців без клубу 3 лютого 2018 Санья підписав контракт з аутсайдером Серії A «Беневенто». Француз провів 13 матчів за клуб, забив 1 гол. За підсумками сезону клуб вибув до Серії B, а Санья вирішив залишити клуб.

### «Монреаль Імпакт»
У серпні 2018 Санья приєднався до канадського клубу МЛС «Монреаль Імпакт».

## Міжнародна кар'єра
Дебютував за національну збірну 22 серпня 2007 року в товариському матчі проти Словаччини.
Чемпіонат Європи 2008 пропускав через травму, отриману в матчі проти «Челсі», коли він забив свій перший гол.
Учасник чемпіонатів світу 2010 та 2014.

## Досягнення
- Володар Кубка Франції (1):

«Осер»: 2004–05
- Володар Кубка Англії (1):

«Арсенал»: 2013–14
- Володар Кубка Футбольної ліги (1):

«Манчестер Сіті»: 2015–16
- Віце-чемпіон Європи: 2016

### Особисті досягнення
- Найкращий правий захисник чемпіонату Франції: 2007
- Найкращий правий захисник чемпіонату Англії: 2008, 2011